# 瓦姆河
瓦姆河（法語：Bahr Sara）是中非的河流，屬於沙里河的主要水源之一，發源自中非共和國的瓦姆-彭代省和納納-曼貝雷省，最終在薩爾以北約25公里處注入沙里河，年均降雨量每秒480立方米。